# Astigmatisme (optique)

Soit une lentille L, parfaitement symétrique, d’axe optique QQ1. Pour un point P hors de l’axe, l’astigmatisme se manifeste par la présence de deux droites focales au lieu d’un unique point image (sur le schéma, la focale S1 devrait être horizontale).

Pour les articles homonymes, voir Astigmatisme.
En optique, l'astigmatisme est une aberration géométrique qui concerne les points objets éloignés de l’axe. Pour un faisceau, même étroit, issu d’un de ces points et traversant un système optique à symétrie de révolution parfaite, cet écart aux conditions de Gauss (rayons lumineux très inclinés par rapport à l'axe) se traduit par un défaut de stigmatisme : au lieu d'un unique point image, on obtient deux zones de convergence rectilignes et perpendiculaires entre elles.
L'astigmatisme peut aussi se manifester en cas de mésalignement des composants d'un instrument (astigmatisme accidentel), et concerner alors également les points de l'axe.

## Structure du faisceau

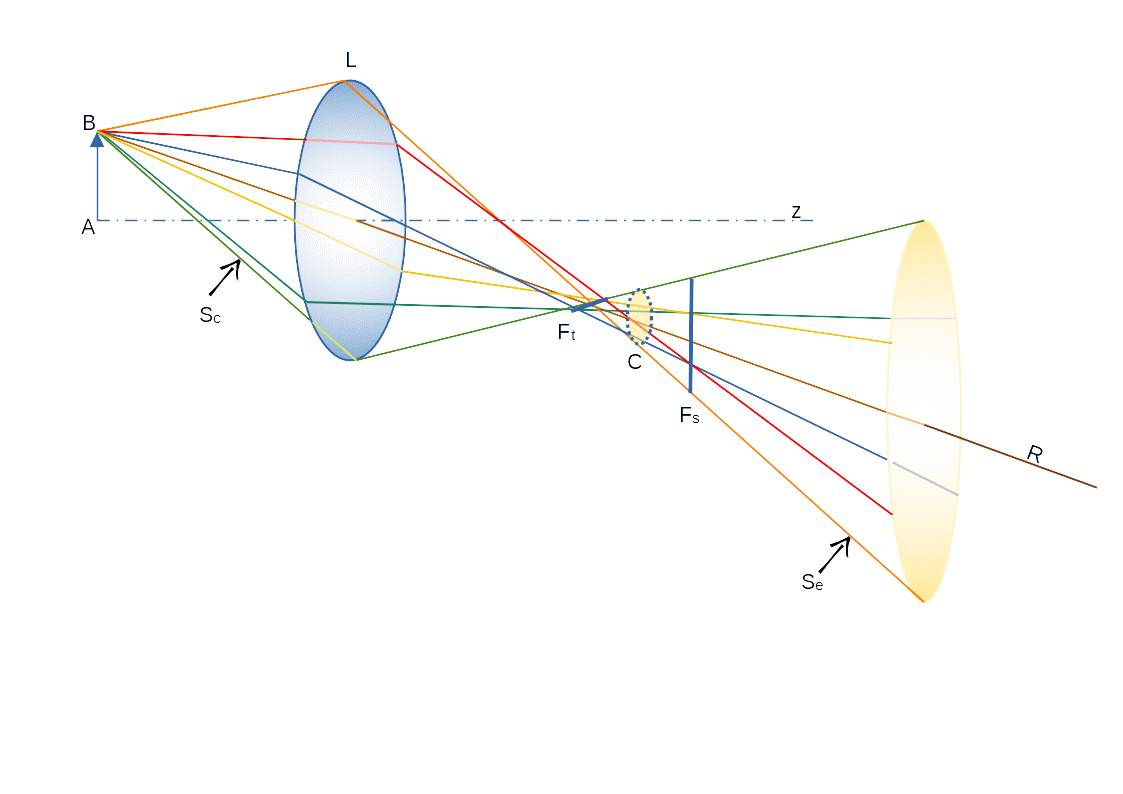
L: lentille; (Az): axe optique; B: point largement hors axe; R: rayon principal; Ft: focale tangentielle; C: cercle de moindre diffusion: Fs: focale sagittale; Sc: faisceau de section circulaire; Se: faisceau de section elliptique.

Le faisceau, même fortement diaphragmé, issu d'un point très éloigné de l'axe optique d'un système centré (à symétrie de révolution parfaite) ne converge pas en un unique point image, mais successivement selon deux droites perpendiculaires entre elles, appelées focale tangentielle et focale sagittale, entre lesquelles on trouve la section la plus compacte du faisceau réfracté, le cercle de moindre diffusion (difficile à obtenir expérimentalement à cause d'autres aberrations qui viennent se surajouter).
Un faisceau de même structure peut aussi se rencontrer en cas de défaut d'alignement des composants d'un instrument (astigmatisme accidentel) ; il concerne alors également les points de l'« axe optique », mais ce dernier n'est pour le coup plus vraiment un axe de révolution du système.

## Effet sur l'image
L’astigmatisme se manifeste par une dépendance de la netteté de l’image selon la direction des traits.

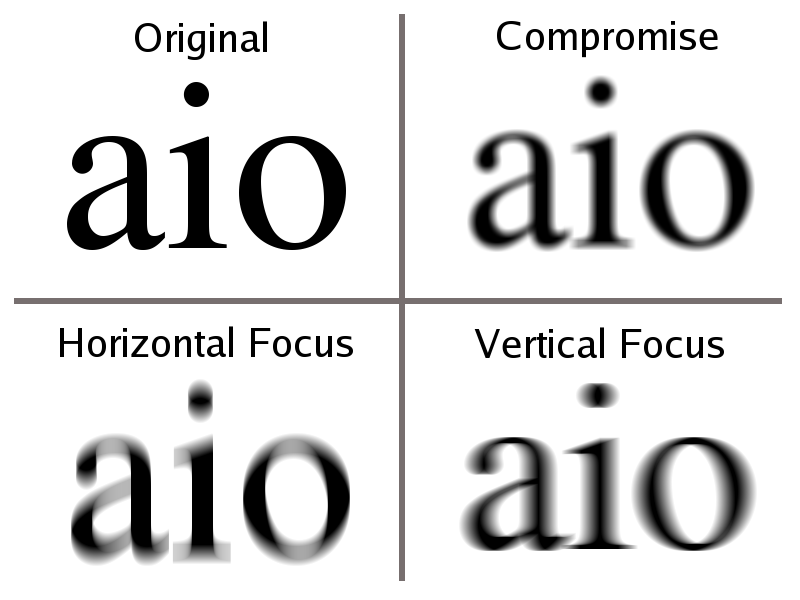
En haut à gauche, le texte original. En bas à gauche, mise au point sur un plan contenant la focale verticale. En bas à droite, mise au point sur un plan contenant la focale horizontale. En haut à droite, mise au point sur un plan contenant le cercle de moindre diffusion (meilleur compromis).

## Défaut du front d'onde

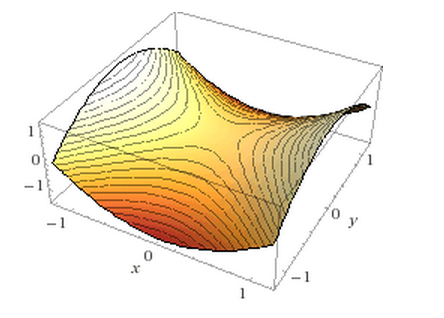
Allure du front d'onde issu d'un système présentant de l'astigmatisme

L'écart au front d'onde idéal {\displaystyle \Delta } s'exprime :
- suivant x par {\displaystyle dx=C_{s}{\frac {h^{2}}{2}}\sin(\phi )}
- suivant y par {\displaystyle dy=-C_{s}{\frac {h^{2}}{2}}\cos(\phi )}

Dans ces équations, {\displaystyle h} désigne la distance entre l'axe optique et le point d'étude, {\displaystyle \phi } l'angle entre l'axe x et le point d'étude et {\displaystyle C_{s}} désigne la courbure de champ.

## Ophtalmologie
L'astigmatisme ophtalmique est un défaut de vision causé par la sphéricité imparfaite de la face antérieure de la cornée.

## Photographie
Un objectif photographique est dit corrigé des défauts d'astigmatisme s’il a été conçu pour limiter ces aberrations, grâce à l’utilisation de lentilles additionnelles compensatrices ou de lentilles asphériques (c'est pour corriger les aberrations que les objectifs comportent de nombreuses lentilles et que celles-ci ne sont pas toutes simplement équiconvexes). Les objectifs corrigés de l'astigmatisme sont dits « anastigmats ».

## Faisceau astigmate
On obtient le même genre de faisceau que ceux caractérisant l’aberration d’astigmatisme (faisceau astigmate avec les deux droites focales), pour les points de l’axe optique d’une lentille ayant une face torique ou cylindrique (l’axe optique de la lentille n’est alors plus un axe de symétrie de révolution). Ce type de lentille, utilisée comme verre correcteur, sert à compenser l’astigmatisme.